# Katarzyna Kierzek-Koperska
Katarzyna Renata Kierzek-Koperska (ur. 9 czerwca 1974 we Wrześni) – polska ekonomistka, polityk i działaczka samorządowa, wiceprezydent Poznania w latach 2018–2020, posłanka na Sejm X kadencji.

## Życiorys
W 2002 ukończyła Wyższą Szkołę Bankową w Poznaniu, uzyskując tytuł zawodowy magistra w zakresie finansów i bankowości ze specjalizacją w rachunkowości. Ukończyła również Europejską Akademię Dyplomacji w Warszawie (2017) oraz prowadzony przez ALDE Party program European Women’s Academy w Brukseli (2018). W 1998 zajęła się prowadzeniem własnej działalności gospodarczej w branży księgowej i sektorze doradztwa finansowego, którą w 2012 przekształciła w spółkę prawa handlowego. W 2007 została licencjonowanym doradcą podatkowym. Obejmowała stanowiska prezesa zarządu w spółkach prawa handlowego.
W 2015 z ramienia Nowoczesnej bez powodzenia startowała w wyborach do Senatu z okręgu nr 90 obejmującego powiat poznański. W wyborach samorządowych w 2018 z listy Koalicji Obywatelskiej uzyskała mandat radnej Poznania. 22 listopada 2018 doszło do wygaśnięcia jej mandatu, następnego dnia została przez prezydenta Poznania Jacka Jaśkowiaka powołana na stanowisko jego czwartego zastępcy. Do jej kompetencji należało nadzorowanie Wydziału Kształtowania i Ochrony Środowiska, Wydziału Rozwoju Miasta i Współpracy Międzynarodowej oraz Wydziału Działalności Gospodarczej i Rolnictwa, a także Biura Miejskiego Rzecznika Konsumentów. 13 lipca 2020 została odwołana z stanowiska zastępcy prezydenta Poznania. Tego samego dnia wystąpiła także z Nowoczesnej (w której wcześniej kierowała strukturami wielkopolskimi). W następnym miesiącu została przyjęta do Platformy Obywatelskiej. Objęła później funkcję wiceprezesa zarządu Wielkopolskiego Funduszu Rozwoju.
W wyborach parlamentarnych w 2023 wystartowała z listy KO w okręgu poznańskim. Uzyskała mandat posłanki X kadencji, otrzymując 20 091 głosów.

## Życie prywatne
Zamężna, ma dwoje dzieci.

## Wyniki wyborcze
| Wybory | Komitet wyborczy | Komitet wyborczy     | Organ                | Okręg          | Wynik           |
| ------ | ---------------- | -------------------- | -------------------- | -------------- | --------------- |
| 2015   |                  | Nowoczesna           | Senat IX kadencji    | nr 90          | 45 403 (29,64%) |
| 2018   |                  | Koalicja Obywatelska | Rada Miasta Poznania | nr 1           | 5161 (16,70%)   |
| 2023   | Sejm X kadencji  | Koalicja Obywatelska | nr 39                | 20 091 (3,37%) |                 |